# Manufacturing USA

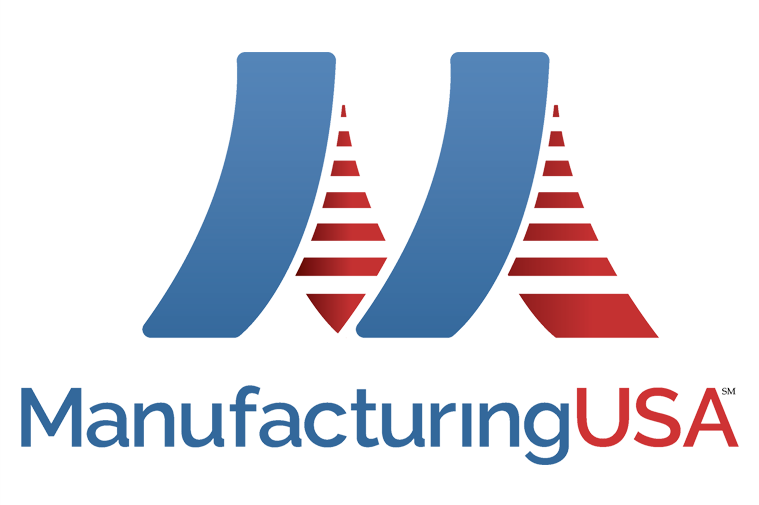
Логотип Manufacturing USA

Manufacturing USA (MFG USA), раніше відома як National Network for Manufacturing Innovation — це мережа дослідницьких інститутів у Сполучених Штатах, яка зосереджується на розробці виробничих технологій через державно-приватне партнерство між промисловістю США, університетами та федеральними урядовими установами. За зразком німецьких Інститутів Фраунгофера ця мережа наразі складається з 16 інститутів.  Інститути самостійно та разом працюють над низкою передових технологій. 
У червні 2011 року Рада консультантів з питань науки і технологій при президенті Сполучених Штатів (PCAST) рекомендувала федеральному уряду започаткувати передову виробничу ініціативу державно-приватного партнерства для підтримки «академії та промисловості для прикладних досліджень нових технологій і методологій проектування». Рекомендація передбачала виділення 500 мільйонів доларів на рік міністерствам оборони, торгівлі та енергетики, збільшуючи до 1 мільярда доларів на рік протягом чотирьох років. 
Національна мережа виробничих інновацій була запропонована в президентському бюджеті на 2013 фінансовий рік і офіційно оприлюднена адміністрацією через кілька тижнів у березні 2012 року. Пропозиція передбачала спільні федеральні зусилля між Міністерством оборони, Міністерством енергетики, Національним науковим фондом і Національним інститутом стандартів і технологій Міністерства торгівлі для створення мережі з 15 регіональних інститутів, профінансованих за рахунок одноразових інвестицій у розмірі 1 мільярд доларів і здійснюється протягом 10 років.      Адміністрація перепрограмувала 45 мільйонів доларів із наявних ресурсів міністерств оборони, енергетики, торгівлі та Національного наукового фонду шляхом виконавчих заходів для фінансування пілотного інституту перевірки концепції програми.    У травні Міністерство оборони запросило пропозиції від консорціумів на чолі з некомерційними організаціями та університетами щодо створення науково-дослідного інституту додаткового виробництва (що включає 3D-друк), який слугуватиме прототипом об’єкта.   

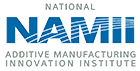
Логотип НАМІІ

У серпні 2012 року уряд оголосив переможця конкурсу — Національний інноваційний інститут виробництва добавок (NAMII), також відомий як AmericaMakes, який очолює Національний центр оборонного виробництва та машинобудування та базується в Янгстауні, штат Огайо. Членами консорціуму є 40 компаній, 9 дослідницьких університетів, 5 громадських коледжів та 11 некомерційних організацій.  AmericaMakes було засновано з початковими інвестиціями федерального уряду в розмірі 30 мільйонів доларів, тоді як консорціум вніс майже 40 мільйонів доларів додаткового фінансування.  Адміністрація заявила, що очікує, що AmericaMakes стане фінансово самоокупним.  У травні 2013 року адміністрація оголосила про створення трьох додаткових інститутів із використанням 200 мільйонів доларів фінансування через два федеральні агентства: міністерство оборони та міністерство енергетики.   
У вересні 2016 року програма отримала назву «Manufacturing USA». Станом на  2020, Manufacturing USA складається з шістнадцяти інститутів. Дев'ятьма частково керує Міністерство оборони. Шістьма частково управляє Міністерство енергетики. Одним частково керує Міністерство торгівлі.  :2

## Модель
Згідно з початковою пропозицією Національної мережі виробничих інновацій, вона складатиметься з 45 пов'язаних між собою інститутів з унікальною дослідницькою концентрацією, які слугуватимуть регіональними центрами виробничих інновацій, що з'єднуватимуться з місцями реалізації проектів, як це видно з різних видів діяльності в рамках мережі.  Кожен інститут буде незалежно управлятися неприбутковою організацією і формувати державно-приватне партнерство, покликане використовувати наявні ресурси і сприяти співпраці та спільному інвестуванню між промисловістю, університетами та державними установами.    Мережа покликана вирішити проблему непослідовності економічної та інноваційної політики США, яка полягає в тому, що федеральні інвестиції в науково-дослідні та дослідно-конструкторські роботи (НДДКР) та податкові пільги не підкріплені відповідними стимулами для заохочення вітчизняного виробництва технологій та продуктів, які є результатом цих НДДКР.   Метою інститутів є розробка, демонстрація та зменшення ризиків, що дозволить комерційним компаніям комерціалізувати нові продукти та процеси для вітчизняного виробництва, а також підготовка виробничої робочої сили на всіх рівнях кваліфікації для посилення вітчизняного виробничого потенціалу.   Діяльність інститутів включає поєднання перевірених фундаментальних досліджень з вирішенням додаткових проблем, які варіюються від фундаментальних до прикладних досліджень і демонстраційних проектів, що знижують вартість і ризики комерціалізації нових технологій або вирішують загальні промислові проблеми, освіту і навчання, розробку методологій і практик для інтеграції ланцюгів поставок, а також взаємодію з малими і середніми виробничими підприємствами. 
Критики "Виробництва США" стверджують, що податки та обтяжливі регуляторні норми є найбільш нагальними проблемами, з якими стикаються американські виробники.   Прихильники заперечують, що уряд США має довгу історію успішних інвестицій у дослідження та розробки для підтримки інновацій в американській промисловості.  Інші стверджують, що Manufacturing USA може допомогти пом’якшити два ключових недоліки ринку, які переслідують промислові інновації, а саме: інноватори зазвичай не отримують повної економічної вигоди від своїх інновацій, а отже, досягнення оптимального рівня інвестицій у дослідження та розробки потребує державної підтримки, і так звану проблему "долини смерті", коли жоден бізнес не може дозволити собі ризик або витрати на інвестиції, або коли бізнес не схильний інвестувати у довгострокові науково-дослідницькі проекти з прибутками, які будуть отримані у далекому майбутньому.   Крім того, прихильники стверджують, що Manufacturing USA створить більш привабливе внутрішнє середовище для виробництва, а отже, заохочуватиме виробників розміщувати виробничі потужності в США. 
| інститут                                                                            | Технологія :2                                  | Встановлено | Розташування :2             |
| ----------------------------------------------------------------------------------- | ---------------------------------------------- | ----------- | --------------------------- |
| Передові функціональні тканини Америки (AFFOA)                                      | Текстиль                                       | 2016 рік    | Кембридж, Массачусетс       |
| Інститут передових регенеративних технологій(ARMI/BioFabUSA)                        | Регенеративна медицина, тканинна інженерія :65 | 2016 рік    | Манчестер, Нью-Гемпшир      |
| Передова робототехніка для виробництва (ARM)                                        | Робототехніка                                  | 2017 рік    | Пітсбург, штат Пенсільванія |
| Американський інститут виробництва інтегрованої фотоніки (AIM Photonics)            | Фотонні інтегральні схеми                      | 2015 рік    | Рочестер, Нью-Йорк          |
| Екосистема біопромислового виробництва та проектування (BioMADE)                    | біовиробництво                                 | 2020 рік    | Сент-Пол, Міннесота         |
| Інноваційний інститут інтелектуального виробництва чистої енергії (CESMII)          | Інтелектуальна промисловість                   | 2017 рік    | Лос-Анджелес, Каліфорнія    |
| Інститут виробничих інновацій з кібербезпеки (CyManII)                              | Кібербезпека                                   | 2020 рік    | Сан-Антоніо, Техас          |
| Інститут інновацій у виробництві гнучкої гібридної електроніки (NextFlex)           | Адаптивна електроніка                          | 2015 рік    | Сан-Хосе, Каліфорнія        |
| Інститут передових інновацій у виробництві композитів (IACMI)                       | Композиційні матеріали                         | 2015 рік    | Ноксвілл, Теннессі          |
| LIFT (раніше Lightweight Innovations for Tomorrow )                                 | Легкі матеріали                                | 2014 рік    | Детройт, Мічиган            |
| Термін виготовлення Digital (MxD)                                                   | Цифрове виробництво                            | 2014 рік    | Чикаго, Іллінойс            |
| Національний інноваційний інститут виробництва добавок (AmericaMakes)               | 3D-друк, адитивне виробництво :30              | 2012 рік    | Янгстаун, штат Огайо        |
| Національний інститут інновацій у виробництві біофармацевтичних препаратів (NIIMBL) | Біофармацевтика                                | 2017 рік    | Ньюарк, Делавер             |
| Інститут силової електроніки нового покоління (PowerAmerica)                        | Широкозонні напівпровідники                    | 2015 рік    | Ралі, Північна Кароліна     |
| Швидкий прогрес у розгортанні інтенсифікації процесів (RAPID)                       | Технологія процесів, модульність :99           | 2017 рік    | Нью-Йорк, Нью-Йорк          |
| Зменшення вбудованої енергії та викидів (REMADE)                                    | Переробка :95                                  | 2015 рік    | Рочестер, Нью-Йорк          |